# Liste de films tournés à Monaco
Un certain nombre d'œuvres cinématographiques et télévisuelles ont été tournés à Monaco.
Voici une liste à compléter de films, téléfilms, feuilletons télévisés, films documentaires... tournés à Monaco. 

## Monaco
- 1936 : Le Roman d'un tricheur de Sacha Guitry
- 1951 : Adhémar ou le Jouet de la fatalité de Fernandel
- 1971 : Amicalement Vôtre... saison 1, épisode 1 « Premier contact » de Basil Dearden
- 1972 : Weekend of a Champion de Roman Polanski
- 1983 : Jamais plus jamais de Irvin Kershner
- 1995 : GoldenEye de Martin Campbell
- 1997 : Arlette de Claude Zidi
- 1998 : Une chance sur deux de Patrice Leconte
- 1999 : La Fille sur le pont de Patrice Leconte
- 2003 : Lovely Rita, sainte patronne des cas désespérés de Stéphane Clavier
- 2008 : La fille de Monaco, d' Anne Fontaine
- 2010 : L'Arnacœur de Pascal Chaumeil
- 2010 : Iron Man 2 de Jon Favreau
- 2014 : Les Tuche d'Olivier Baroux

## Monte-Carlo
- 1947 : Cargaison clandestine d'Alfred Rode
- 1948 : Les Chaussons rouges de Michael Powell
- 1951 : Nous irons à Monte-Carlo de Jean Boyer
- 1951 : Adhémar ou le Jouet de la fatalité de Fernandel (Ancienne gare de Monte-Carlo)
- 1963 : La Baie des Anges de Jacques Demy
- 1971 : Amicalement Vôtre... saison 1, épisode 1 « Premier contact » de Basil Dearden
- 2010 : L'Arnacœur de Pascal Chaumeil

## Sources
- L2TC.com - Lieux de tournages cinématographiques (site L2TC)